# Rhinella sternosignata
Espèce
Synonymes
- Bufo sternosignatus Günther, 1858

Statut de conservation UICN

 NT  : Quasi menacé
Rhinella sternosignata est une espèce d'amphibiens de la famille des Bufonidae.

## Répartition
Cette espèce se rencontre jusqu'à 1 800 m d'altitude :
- au Venezuela dans les États d'Aragua, de Carabobo, de Cojedes, de Falcón, de Lara, de Miranda, de Portuguesa, de Yaracuy et de Barinas ;
- en Colombie dans la cordillère Centrale et la cordillère Orientale.

## Publication originale
- Günther, 1858 : Catalogue of the Batrachia Salientia in the collection of the British Museum (texte intégral).